# Sericomyia bombiformis
Sericomyia bombiformis är en tvåvingeart som först beskrevs av Fallen 1810.  Sericomyia bombiformis ingår i släktet torvblomflugor, och familjen blomflugor.
Artens utbredningsområde är Sverige. Inga underarter finns listade i Catalogue of Life.